# Shades of God
Shades of God (englisch für ‚Schatten Gottes‘) ist das dritte Studioalbum der englischen Band Paradise Lost.
Auf dem Album beginnt bei einigen Stücken die Wandlung von Nick Holmes’ Stimme vom monotonen Shouting zum melodischen Gesang. Mit der Single As I Die gelang der Band ein Untergrund-Hit.

## Musikstil
Shades of God markiert die weitere Ablösung der Band von den Death-Metal-Wurzeln hin zu den melodischeren Bereichen von Doom und Gothic Metal. Etwa bei Mortals Watch the Day und insbesondere bei Your Hand in Mine ist erstmals rauer, aber melodischer Gesang integriert. Außerdem gibt es mehr ruhige Passagen als auf dem Vorgänger Gothic. Dennoch ist Nick Holmes Stimme über weite Strecken als Shouting angelegt, das mit einer „Mischung aus Peter Steele zu Carnivore-Zeiten und Cathedrals Lee Dorrian“ verglichen wurde. Die meist von den oft zweistimmig übereinandergelegten Leadgitarren Gregor Mackintoshs getragenen Melodien sind als eingängiger als auf Gothic beschrieben worden. Erneut wirkte, wie auf der vorangegangenen Platte Gastsängerin Sarah Marrion mit, als Gast-Keyboarder ist Robert John Godfrey zu hören.
Die Platte wurde von Simon Efemey produziert, der vorher nicht im Metal-Bereich aktiv war, sondern etwa für The Wonder Stuff tätig gewesen ist. Er wurde bewusst von der Band ausgewählt, weil sie keinen „typischen“ Death-Metal-Klang erreichen wollte. Der Kontakt kam zustande, da Efemey bereits für eine andere Band des Paradise-Lost-Managers Nick Peel gearbeitet hatte. Efemeys Produktion wird als „schwarz und hart“ beschrieben. Die Gitarren sind härter als auf Gothic, der Schlagzeugsound druckvoller. Die Band zeigte sich sehr zufrieden mit der Produktion.

„Unser Debüt 'Lost Paradise' war ein typisches Death-Metal-Album, während wir auf 'Gothic' bereits versucht haben, von diesem ganzen DM-Ding wegzukommen. Mit 'Shades of God' ist uns das endgültig gelungen. Sicher gibt es noch einige Leute, die uns als Death- oder Doom-Band sehen, aber mit der neuen Scheibe haben wir bewiesen, eine Heavy-Metal-Band zu sein, die die verschiedenen Einflüsse verarbeitet.“

Als Einflüsse nennt Archer The Sisters of Mercy, aber auch Black Sabbath.

## Texte
Nick Holmes beschreibt die Texte auf Shades of God als „sehr persönlicher Natur“, oftmals versuche er sich in andere Personen hineinzuversetzen und deren Reaktionen auf bestimmte Ereignisse zu beschreiben. Oft würden mehrere Themen in einem Lied behandelt oder Refrain und Strophe behandelten unterschiedliche Dinge. Jeder Zuhörer solle die Worte auf eigene Weise interpretieren, wozu Holmes mit dieser Arbeitsweise ermuntern will.

## Entstehungsgeschichte
Nach dem Achtungserfolg des Gothic-Albums hatten sowohl Earache als auch Roadrunner Interesse, Paradise Lost zu verpflichten. Schließlich entschied sich die Band für Music for Nations, wo sie für drei Alben unterschrieb. Die Band konnte nun erstmals von der Musik leben und die Promotion war umfassender als zuvor. Die Platte wurde von März bis April 1992 in etwa fünf Wochen in den Longhome-Studios in Northants eingespielt. Offizielles Erscheinungsdatum war der 1. Juni 1992.
Es folgten Auftritte in Großbritannien, den Niederlanden und Deutschland, unter anderem beim Dynamo Open Air und beim Rock Hard Festival in Jena. Die darauffolgenden Touraktivitäten waren von einigen Zwischenfällen geprägt: So wurde in Norrköping in Schweden während des Konzerts der Bandbus von Satanisten beschädigt. In Tschechien gab es einen Beinahe-Unfall mit einer knapp an Gregor Mackintosh vorbei herabstürzenden Lichttraverse. Dennoch sei die Tour insgesamt erfolgreich gewesen.

## Rezeption
Das deutsche Rock Hard bewertete Shades of God positiv, die Platte erhielt von Götz Kühnemund, der einigen Songs „das Zeug zu echten Ohrwürmern“ bescheinigte, mit neun Punkten einen Punkt mehr als Gothic. Auch belegte das Album in den monatlichen Redaktionscharts Platz drei und konnte etwa Iron Maidens Fear of the Dark hinter sich lassen. In der Rückschau sind manche Kritiker vorsichtiger und sehen, wie auf metal.de mit sechs von zehn Punkten, die Platte im Vergleich zum Vorgänger als „fast schon mainstreamig“. Auf der Internetseite www.bloodchamber.de urteilt der Rezensent, mit Shades of God seien Paradise Lost „auf der Höhe ihrer Zeit“ gewesen und hätten „einen Genre-Klassiker geschaffen, der nicht nur der Steigbügelhalter des kommerziell erfolgreicheren Nachfolgers Icon ist.“ Dies sieht Eduardo Rivadavia auf www.allmusic.com anders: Er nennt Shades of God ein „Übergangsalbum“, As I Die sei der geeignete Abschied für die Death-Doom-Vergangenheit der Band. Gleichwohl werden von ihm vier von fünf möglichen Sternen vergeben.

## Titelliste
1. Mortals Watch the Day – 5:12
2. Crying for Eternity – 7:06
3. Embraced – 4:29
4. Daylight Torn – 7:53
5. Pity the Sadness – 5:01
6. No Forgiveness – 7:36
7. Your Hand In Mine – 7:07
8. The Word Made Flesh – 4:39
9. As I Die – 3:46 (CD-Bonustrack)

## As I Die
Das bekannteste Stück, As I Die, war ursprünglich nicht für das Album vorgesehen, da es der Band nicht qualitativ hochwertig genug erschien. Auf der LP-Version ist der Song nicht enthalten, dem CD-Album wurde er lediglich als Bonus-Track beigefügt.

„Nie im Leben hätten wir damit gerechnet, dass dieser Song je so populär werden könnte. Das witzige daran ist, dass er ursprünglich unser schwächster Track und gar nicht für das ‚Shades of God‘-Album geplant war, weshalb wir ihn nur als CD-Bonustrack veröffentlichten. Erst im Nachhinein wurden wir uns seiner Qualitäten bewusst.“

Zu As I Die wurde, wie zu Pity the Sadness, ein Videoclip gedreht, der oft auf MTVs Headbangers Ball gespielt wurde. Laut eigener Aussage sei die Band von Fans auf das auf der LP fehlende Stück As I Die angesprochen worden und habe sich auch deshalb zur Veröffentlichung der im Herbst 1992 folgenden gleichnamigen EP entschieden. Mackintosh bemerkt:

„Für uns ist es schon ziemlich erstaunlich, daß fast jeder dieses Stück zu kennen scheint und es sogar des öfteren auf MTV gespielt wird.“

Überdies enthält die EP die zuvor unveröffentlichten Songs Rape of Virtue und Death Walks Behind You, das ursprünglich von Atomic Rooster stammt, sowie eine Live-Version von Eternal vom Album Gothic, die am 2. Juli 1992 in Amsterdam aufgenommen wurde.

## Artwork
Das Design und das Titelbild stammen wie auch das der As-I-Die-EP von dem bekannten Künstler Dave McKean. Mit seinen modernen Zügen war es Death-Metal-untypisch. Auch das verschnörkelte Logo der Vorgängerplatten war verschwunden.